# Cantamos
Cantamos (с исп. — «песни») — восьмой студийный альбом американской кантри-рок-группы Poco, выпущенный 1 ноября 1974 года на Epic Records.
В 1975 году альбом всё же достиг 76 позиции в чарте Billboard 200. Продюсером альбома впервые выступила вся группа, а для создания обложки был вновь приглашён американский художник Филлип Хартман.

## Список композиций
1. «Sagebrush Serenade» (Расти Янг) — 4:58
2. «Susannah» (Пол Коттон) — 4:13
3. «High and Dry» (Янг) — 4:49
4. «Western Waterloo'» (Коттон) — 4:00
5. «One Horse Blue» (Коттон) — 3:34
6. «Bitter Blue» (Тимоти Би Шмит) — 3:20
7. «Another Time Around» (Коттон) — 5:01
8. «Whatever Happened to Your Smile» (Шмит) — 3:14
9. «All the Ways» (Янг) — 3:28

## Участники записи
- Пол Коттон — гитара, вокал
- Расти Янг — стил-гитара, гитара, вокал
- Тимоти Би Шмит — бас-гитара, вокал
- Джордж Грантман — ударные, вокал
- Марк Генри Харман — инженер
- Майкл Вердик — ассистент инженера
- Филлип Хартман — обложка, иллюстрации